# Gerda Schriever
Gerda Schriever (* 27. August 1928 in Leipzig; † 30. Mai 2014 ebenda) war eine deutsche Oratorien- und Konzertsängerin (Mezzosopran/Alt).

## Biografie
Bereits mit 16 Jahren sang Gerda Schriever im Gewandhauschor unter Hermann Abendroth und Thomaskantor Günther Ramin und studierte dann von 1948 bis 1953 Gesang an der Musikhochschule Leipzig. Ihre Solokarriere begann schon während des Studiums unter Diethard Hellmann (1951 Weihnachtsoratorium und 1952 Johannes-Passion von J. S. Bach) und einem ersten Liederabend in Leipzig, nachdem sie 1952 den Carl-Maria-von-Weber-Preis für hervorragende Liedgestaltung erhalten hatte. 1953 wurde sie beim Internationalen Musikwettbewerb Genf mit dem Diplom als beste deutsche Sängerin ausgezeichnet.
Gerda Schrievers Repertoire umfasste Werke der Barockzeit, der Romantik und der Moderne.
Von 1954 ab war sie über zwei Jahrzehnte Solistin des Leipziger Thomanerchores. Unter den Thomaskantoren Günther Ramin, Kurt Thomas, Erhard Mauersberger und Hans-Joachim Rotzsch und mit dem Dresdner Kreuzchor unter Rudolf Mauersberger und Martin Flämig sang sie Kantaten und Oratorien im In- und Ausland und wirkte bei Bach- und Händel-Festen sowie bei Rundfunk- und Schallplattenaufnahmen mit. Von 1968 bis 1972 war sie neben Adele Stolte, Hans-Joachim Rotzsch und Hermann Christian Polster Mitglied der Leipziger Bachsolisten und auch als Liedsängerin international geschätzt.
Neben ihrer Konzerttätigkeit unterrichtete Gerda Schriever Gesang an der Hochschule für Musik und Theater „Felix Mendelssohn Bartholdy“ Leipzig. 1992 wurde sie zur Honorarprofessorin ernannt.